# Cos sòlid
|  | Per al sentit físic del terme vegeu Sòlid. |

Cossos sòlids:
- Tetràedre
- Cub
- Octàedre
- Dodecàedre
- Icosàedre
- Prisma
- Piràmide
- Esfera
- Cilindre
- Con
- El·lipsoide
- Paraboloide
- Hiperboloide